# 果てなき航路
『果てなき航路』（The Long Voyage Home）は、1940年のアメリカ映画。再公開やビデオでは『果てなき船路』のタイトルが用いられる。原作はユージン・オニールの戯曲である。戯曲の邦訳版が出版された際は「長い帰りの旅路」という題名になっている。

## 出演
※括弧内は日本語吹替（放送日1968年10月14日 21:00-22:26 東京12ch『名画劇場』）
- オーレ・オルセン - ジョン・ウェイン（松宮五郎）
- ドリスコル - トーマス・ミッチェル（塩見竜介）
- スミッティ - イアン・ハンター（諏訪孝二）
- ヤンク - ワード・ボンド
- カーキー - バリー・フィッツジェラルド（勝田久）
- キャプテン - ウィルフリッド・ローソン
- フリーダ - ミルドレッド・ナトウィック
- アクセル - ジョン・クォーレン
- ドンキーマン - アーサー・シールズ
- デービス - ジョー・ソーヤー
- クリンプ - J・M・ケリガン

## 受賞・ノミネート
| 賞                           | 部門           | 候補者                                 | 結果       |
| ---------------------------- | -------------- | -------------------------------------- | ---------- |
| アカデミー賞                 | 作品賞         | -                                      | ノミネート |
| アカデミー賞                 | 脚色賞         | ダドリー・ニコルズ                     | ノミネート |
| アカデミー賞                 | 撮影賞（白黒） | グレッグ・トーランド                   | ノミネート |
| アカデミー賞                 | 作曲賞         | リチャード・ヘイグマン                 | ノミネート |
| アカデミー賞                 | 特殊効果賞     | R.T.Layton R.O.Binger Thomas T.Moulton | ノミネート |
| アカデミー賞                 | 編集賞         | シャーマン・トッド                     | ノミネート |
| ニューヨーク映画批評家協会賞 | 監督賞         | ジョン・フォード                       | 受賞       |

## 逸話
- 本作の主演であるジョン・ウェインは、これ以外にもジョン・フォード監督の作品に数多く出演したが、自分が演じた役柄の中で一番好きな役は本作のオルセンだと語っている。